# Cristián Borja
Cristián Alexis Borja González (ur. 18 lutego 1993 w Quibdó) – kolumbijski piłkarz występujący na pozycji lewego obrońcy, reprezentant Kolumbii, od 2024 roku zawodnik meksykańskiej Amériki.